# Снеттертон
Снеттертон Мотор Рэйсинг Сёкьют (англ. Snetterton Motor Racing Circuit) — кольцевая гоночная трасса, расположенная в графстве Норфолк, Великобритания, в 30 км к юго-западу от города Норидж. Используется для проведения различных британских гоночных чемпионатов, в частности, принимает этапы британского чемпионата по турингу, британской Формулы-3 и чемпионата по супербайку. Названа по имени деревни, располагающейся в 2 км от гоночной трассы.

## История
Как и многие гоночные трассы, возникшие в Великобритании после второй мировой войны, Снеттертон был создан на базе военного аэродрома, использовавшегося ВВС США с мая 1943 по ноябрь 1948 года. Первое автомобильное соревнование на трассе было проведено клубом владельцев автомобилей «Астон-Мартин» 27 октября 1951 года. Оно не являлось гонкой в полном смысле этого слова — участники просто преодолевали два быстрых круга, соревнуясь на лучшее время прохождения трассы. Первоначальная конфигурация трассы сильно отличалась от нынешней, длина круга составляла 2,7 мили (4,3 км).
В 1950-х годах в Снеттертоне проводились внезачётные гонки Формулы-1, в которых принимали участие многие известные гонщики, в частности, здесь побеждал пилот чемпионата мира Формулы-1 Рой Сальвадори.
Позже трасса использовалась для тестовых заездов командой Формулы-1 «Лотус» и обучения молодых пилотов в гоночной школе Джима Рассела. 19 апреля 1959 года здесь состоялась первая в Великобритании показательная гонка новой молодёжной Формулы-Джуниор, в 1964 году переименованной в Формулу-3. Этап в Снеттертоне неизменно присутствовал в календаре британской Формулы-3 во всех сезонах существования. С 1988 года трасса принимает этапы британского чемпионата по автогонкам в классе Туринг.
В 2005 году Джонатан Палмер, директор компании MotorSport Vision, владеющей автодромом, объявил о планах по реконструкции трассы с целью довести её уровень до международных стандартов. Планируется увеличение длины трассы до 5,28 км, строительство бизнес-центра и отеля, возрождение школы для молодых гонщиков. Как предполагается, обновлённый автодром сможет принимать этапы мирового чемпионата по турингу, а также гонки класса FIA GT.